# 카스카라 사그라다
카스카라 사그라다는 갈매나무과의 식물이다.

## 특징
카스카라 사그라다의 높이는 4.5~12m이고 지름은 20~50cm이다. 껍질의 색깔은 갈색, 은색이다.